# Saint-Sorlin
Saint-Sorlin là một xã thuộc tỉnh Rhône trong vùng Auvergne-Rhône-Alpes phía đông nước Pháp. Xã này nằm ở khu vực có độ cao trung bình 550 mét trên mực nước biển.
Saint-Sorlin là ngoại ô tây nam của Lyon.

## Lịch sử dân số
| Năm  | Dân số |
| ---- | ------ |
| 1962 | 179    |
| 1968 | 202    |
| 1975 | 188    |
| 1982 | 313    |
| 1990 | 532    |
| 1999 | 687    |
| 2006 | 713    |